# 芸人くりそつネタバトル! THE MONOMANE
『芸人くりそつネタバトル! THE MONOMANE』（げいにんくりそつネタバトル! ザ・ものまね）とはTBSにて2008年12月9日に放送されたものまねバラエティのお笑い特別番組であり、『ウンナン極限ネタバトル! ザ・イロモネア 笑わせたら100万円』の兄弟番組にあたる。

## 概要
本番組は『ザ・イロモネア』や『あらびき団』（いずれもTBS系列）や『爆笑レッドカーペット』（フジテレビ系列）に出演しているお笑い芸人がものまねを披露するお笑い番組である。
本番組放送は『バラエティーニュース キミハ・ブレイク』枠にて放送されたため、『キミブレ』の生放送部分でもお笑い芸人によるものまねがテリー伊藤・鈴木おさむ・フラスンケビッチの前で行われた（詳しくは後述）。
2010年10月4日より、本番組を踏襲した『爆笑!ものまねウォーズ』が同局で放送されている。

## 出演者

### 総合司会
- ウッチャンナンチャン
  - 内村光良
  - 南原清隆

### 審査員
- アントニオ猪木（特別審査員）
- 片岡安祐美（茨城ゴールデンゴールズ）
- 榊原郁恵
- 西川史子
- 野久保直樹（羞恥心）
- 矢口真里
- 安田美沙子
- 柳沢慎吾
- 山田親太朗

## 出場者
- アントキの猪木
- 暗黒天使
- 池辺愛（モエヤン）
- 一木陵平（ハンマミーヤ）
- 井手らっきょ
- ウクレレえいじ
- エハラマサヒロ
- 加藤めぐみ
- 木村卓寛（天津）
- グラップラーたかし
- 古賀シュウ
- 小島よしお
- 伊達みきお（サンドウィッチマン）
- チャド（ジパング上陸作戦）
- 長州小力
- 椿鬼奴
- TIM
- どきどきキャンプ
- なかのよいこ
- なだぎ武（ザ・プラン9）
- ノッチ（デンジャラス）
- 波田陽区
- 花香芳秋
- バナナマン
- はんにゃ
- フォーリンラブ
- ふじきイェイ!イェイ!
- 三又又三
- 山田よし（COWCOW）
- ゆうぞう（土浦ーズ【当時】）
- 若井おさむ

ほか

## 放送日
- 2008年12月9日（火曜日）19:56 - 21:48（JST）
  - 『キミハ・ブレイク』枠にて放送、視聴率は8.2%。

## 放送内容
- 俳優部門
- 外国人部門
- 芸人部門
- 文化人部門
- 武田鉄矢部門
- 顔マネ部門
- 動物部門
- 歌手部門
- テリー伊藤に生で一言もの申す部門（生放送パートで披露）
- スポーツ部門
- アントニオ猪木部門